# Duits propje
Het Duits propje (Isophya kraussii) is een sprinkhaan uit de familie sabelsprinkhanen (Tettigoniidae), onderfamilie Phaneropterinae.

## Naam
De wetenschappelijke naam van deze soort werd in 1878 gepubliceerd door Karl Brunner-von Wattenwyl. De naam werd in de protoloog met een dubbele "i" aan het eind gespeld, en dat is de correcte spelling.

## Kenmerken
Zowel de mannetjes als de vrouwtjes bereiken een lengte van 16 tot 26 millimeter, bij de meeste andere krekels en sprinkhanen zijn de vrouwtjes gemiddeld aanzienlijk groter. Net als andere sabelsprinkhanen zijn de vrouwtjes echter eenvoudig te onderscheiden aan hun sabelachtige legbuis. Deze is niet heel kort en sterk omhoog gekromd, de bovenzijde is donker en voorzien van stekelachtige kartels.
Het lichaam is dik en gedrongen, de vleugels zijn klein en bij het mannetje iets korter dan het halsschild maar bij het vrouwtje zijn ze slechts een vierde van het halsschild. Het achterlijf van het mannetje is te herkennen aan de twee lange cerci die naar het einde toe bijna tegen elkaar gekromd zijn.

### Onderscheid met andere soorten
Het Duits propje is te verwarren met de zaagsprinkhaan, de struiksprinkhaan en de oostelijke struiksprinkhaan. Deze laatste twee soorten blijven aanzienlijk kleiner en de zaagsprinkhaan heeft een meer rode kleur poten. De legbuis van de vrouwtjes is bovendien anders naar boven gekromd in vergelijking met die van het Duits propje; bij de zaagsprinkhaan zit de kromming aan het einde van de verder rechte legbuis.

## Verspreiding en waarneming
Het Duits propje komt niet voor in Nederland en België, wel in Duitsland rond de Schwäbische Alb. Het Duits propje is actief gedurende de maanden juni tot augustus, en laat zich vooral horen tussen zeven uur 's avonds en één uur in de nacht. Het geluid van het Duits propje bestaat uit een lange serie korte, knarsende geluiden die een frequentie hebben van ongeveer twee keer per seconde. Omdat dit moeilijk te horen is in het veld wordt de soort geïnventariseerd met een vleermuisdetector.